# دنيس ماثيوز
دنيس ماثيوز (بالإنجليزية: Dennis Matthews)‏ (16 يوليو 1943 - ) هو لاعب كريكت نيوزلندي.

## وصلات خارجية
- دنيس ماثيوز على موقع إي آس بي آن كريك إنفو (الإنجليزية)